# I'll Follow the Sun
"I'll Follow the Sun" é uma canção composta por Paul McCartney e creditada a Lennon/McCartney. Foi gravada pela banda britânica The Beatles e lançada no álbum Beatles for Sale, de 1964.